# Joseph Polidano
Joseph Polidano (nascido em 8 de junho de 1940) é um ex-ciclista olímpico maltês. Polidano representou sua nação em dois eventos nos Jogos Olímpicos de Verão de 1960, em Roma.